# ОШ „Ратко Јовановић” ИО Северово
ОШ „Ратко Јовановић” ИО Северово је једно од издвојених одељења ОШ „Ратко Јовановић” из Крушчице.
Школа у Северову је почела са радом 1919. године, у кући Милосава Авакумовића, а садашња зграда је саграђена 1935. године. Зграда је више пута реновирана.